# Briccius
Briccius var en dansk fyrste eller prins, der formodes at have levet i anden halvdel af 800-tallet og den første del af 900-tallet. Sammen med sine tre brødre var han emigreret til Konstantinopel, hvor de havde gjort tjeneste hos den byzantinske kejser Leo 6. den Vise, leder af det Østromerske Kejserdømme 886-912. Kendskabet til Briccius skyldes en række hændelser i forbindelse med hans liv og død, som har medvirket til at give den østrigske alpeby Heiligenblut (da: helligt blod) sit navn.
Ifølge legenden stammer navnet Heiligenblut fra en flaske med Kristi blod, som Briccius medbragte på sin hjemrejse fra Konstantinopel til Danmark i 914. Den lille flaske lå indkapslet og gemt i et sår i hans ene læg. Såret var helet og flasken var dermed beskyttet mod røvere.
Undervejs på hjemrejsen blev han under en vandretur i alpeområdet overrasket af en lavine og begravet under snemasserne. Fra stedet hvor han lå, voksede tre aks frem, og de var medvirkende til at man herefter fandt hans lig. Da nogle bønder efterfølgende ville begrave ham, nægtede det ene ben trodsigt at blive under jorden. Man undersøgte årsagen hertil, og fandt derefter flasken, som siden da er blevet opbevaret i sakrementshuset til Sankt Vincent Kirken, opført 1460-91.
Heiligenblut ansøgte om at helgenkåre Briccius, men anmodningen er aldrig blevet imødekommet på grund af manglende beviser. Dette har dog ikke afholdt byen fra i 1874 at opføre et kapel med et alter til for at ære Briccius på det sted, hvor han ifølge legenden blev fundet. Ved alteret findes en billedskildring af Briccius' liv. Uden for kapellet springer en kilde, som hævdes at have helbredende kræfter.